# Liste des lieux d'art contemporain en France
La Liste des lieux d'art contemporain en France regroupe des lieux non marchands (publics et privés) qui accueillent, de manière permanente ou occasionnelle, des expositions d'art contemporain. Les musées d'art contemporain, FRAC et centres d'art contemporain conventionnés sont énumérés par ailleurs.

## Auvergne-Rhône-Alpes
- Alex : Fondation d'art contemporain Salomon, Château d'Arenthon
- Annecy : L'arteppes-espace d'art contemporain
- Clermont-Ferrand : La Tôlerie
- Clermont-Ferrand : Hôtel Fontfreyde
- Décines : La Spirale
- Feyzin : L'Epicerie moderne
- Flaine : Centre culturel
- Francheville : Fort du Bruissin
- Francheville : Fort du Bruissin
- Grenoble : Le Magasin, Centre national d'art contemporain (CNAC)
- Lyon : La Fondation Bullukian
- Lyon : La Salle de Bains
- Lyon : Le Stand
- Lyon : L’attrape-couleurs
- Lyon : Néon
- Lyon : Agora Tête d’Or
- Montélimar : Château des Adhémar - centre d'art contemporain
- Rumilly : Robertsau
- Saint-Étienne : Les Limbes
- Saint-Étienne : DROP
- Saint-Étienne : Greenhouse
- Saint-Étienne : Galerie Surface
- Saint-Étienne : L'Assaut de la menuiserie
- Saint-Fons : Centre d’arts plastiques
- Taninges : Chartreuse de Mélan
- Thiers : Le Creux de l'enfer, centre d'art contemporain
- Thonon-les-Bains : Chapelle de la Visitation
- Vénissieux : Espace d’arts plastiques
- Villeurbanne: IAC

ADELE - Association des lieux de diffusion de l'art contemporain sur Lyon et sa région

## Bourgogne-Franche-Comté
- Belfort : École d'art Gérard Jacot
- Belfort: Le Granit, scène nationale
- Besançon: Fonds régional d'art contemporain
- Besançon: Institut supérieur des beaux-arts de Besançon Franche-Comté
- Besançon: Montagne Froide
- Besançon : Le Gymnase-espace culturel, Iufm de Franche-Comté
- Besançon : Le Pavé Dans La Mare - fermé depuis 2013[1]

- Bourogne : Espace Multimédia Gantner
- Dijon: ABC
- Dijon : Appartement/Galerie Interface
- Dijon: Ateliers Vortex
- Dijon : Atheneum
- Dijon: Chiffonnier
- Dijon: Le Consortium
- Dole: Musée des Beaux-Arts
- Joigny : Atelier Cantoisel
- Migennes: Canal Satellite
- Montbéliard: Le 19, Crac
- Saint-Claude: La Fraternelle Maison du peuple
- Teigny: Château de Ratilly, centre d'art vivant
- Toucy: Galerie de la Poste
- Seize Mille: réseau art contemporain Bourgogne Franche-Comté

## Bretagne
- Auray : Galerie Art Contemporain Jean-Jacques Rio
- Bazouges-la-Pérouse : Le Village
- Brest : École supérieure d’arts
- Douarnenez : Galerie Plein-Jour
- Erquy : Galerie d'Art Municipale
- Fougères : Galerie d’art contemporain des urbanistes

- Hennebont : Galerie Pierre Tal-Coat
- Huelgoat : L'École des filles
- Landerneau : Fonds Hélène et Édouard Leclerc pour la culture
- Locquirec Galerie Réjane Louin
- Lorient : École supérieure d'art
- Lorient : Galerie du Faouëdic
- Lorient : Galerie Le Lieu
- Morlaix : Les Moyens du Bord
- Pont-Aven : Centre international d'art contemporain
- Pont-Scorff : Atelier d’Estienne
- Quimper : École supérieure de Beaux-Arts de Cornouaille
- Quimper : Espace digital sporadique
- Quimperlé : Chapelle des Ursulines
- Quimperlé : Galerie du Présidial
- Rennes : 40mcube
- Rennes : Galerie Art & Essai, Université Rennes 2
- Rennes : Le Bon Accueil
- Rennes : PHAKT - Centre culturel Colombier
- Rennes : Le Grand Cordel
- Rennes : École régionale des beaux-arts
- Rennes : Lendroit
- Rennes : Triangle
- Saint-Brieuc : Station Vastemonde
- Trédrez-Locquémeau : Galerie du Dourven

ACB - Art contemporain en Bretagne

## Centre-Val de Loire
- Bourges : La Box
- Bourges : Le Transpalette
- Châteauroux : Galerie de l'école municipale des beaux-arts
- Joué-lès-Tours : Galerie du Parc
- Tours : Le Volapük

AAAR Portail des arts visuels en région Centre

## Grand Est
- Auberive : Le Centre des Rives, Centre d'art contemporain de l'abbaye d'Auberive
- Chaumont : La Chapelle des Jésuites
- Crugny : Maison Vide
- Colmar : Espace André Malraux
- Colmar : Espace Lézard
- Épinal : Association La Lune en Parachute
- Forbach : Galerie de la médiathèque
- Fresnes-au-Mont : Centre d'art contemporain, association Vent des forêts
- Hégenheim : FABRIKculture
- Marnay-sur-Seine : CAMAC
- Meisenthal : Centre international d'art verrier (CIAV)
- Meisenthal : la Halle verrière
- Metz : Faux Mouvement
- Mulhouse : Le Quai
- Mulhouse : Le Séchoir
- Reims : Irma Vep Lab
- Saint-Louis : Espace d'art contemporain Fernet-Branca
- Strasbourg : La Chaufferie
- Strasbourg : Le Syndicat Potentiel

Trans Rhein Art - Réseau art contemporain Alsace

## Hauts-de-France
- Airaines : le Prieuré
- Amiens : Maison de la Culture d'Amiens
- Beauvais : Le Labo - ASCA
- Beauvais : Galerie nationale de la Tapisserie
- Creil : Espace Henri Matisse
- Foncquevillers : La Brasserie
- La Madeleine : La Vitrine
- Liévin : Centre Arc en Ciel
- Sin-le-Noble : MJC Maison des Arts
- Soissons : Arsenal de Saint Jean des Vignes
- Tourcoing : 36 bis, la galerie de l’École régionale supérieure d’expression plastique
- Valenciennes : L'H du Siège

## Île-de-France
- Aubervilliers : Les Laboratoires
- Blanc-Mesnil : Le Forum
- Chatou : Le Cneai (Centre national édition art image)
- Juvisy-sur-Orge : École et espace d’art contemporain Camille Lambert
- Malakoff : Maison des Arts
- Nanterre : Galerie Villa des Tourelles
- Paris : École nationale supérieure des beaux-arts
- Paris : Fondation Cartier pour l'art contemporain
- Paris : Fondation d'entreprise Ricard
- Paris : Fondation d'entreprise Louis Vuitton
- Paris : Immanence
- Paris : Galerie des Galeries Lafayette
- Paris : Centre culturel canadien
- Paris : Centre culturel suédois
- Paris : Institut néerlandais
- Paris : Centre culturel suisse
- Paris : Centre culturel irlandais
- Paris : La vitrine de l'École nationale supérieure d'arts Paris-Cergy
- Paris : La Maison rouge, fondation Antoine-de-Galbert
- Rueil-Malmaison : École supérieure d’arts
- Saint-Denis : Synesthésie
- Saint Gratien : Espace Jacques Villeglé
- Saint-Ouen-l’Aumône : Abbaye de Maubuisson
- Vélizy-Villacoublay : Micro-onde
- Vitry-sur-Seine : Galerie municipale

TRAM - Réseau art contemporain Paris Île-de-France

## Normandie
- Bayeux : Le Radar
- Caen : L'Unique
- Caen : La Fermeture Éclair
- Caen : artothèque de Caen
- Caen : Fonds régional d'art contemporain de Normandie-Caen
- Flers : 2Angles
- Le Havre : Le Portique espace d'art contemporain
- Sotteville-les-Rouen : La Ruche
- Tessy-sur-Vire : Usine Utopik

RN13bis, réseau d'art contemporain en Normandie

## Nouvelle-Aquitaine
- Agen : Centre Culturel André-Malraux
- Billère : Pôle culturel des anciens Abattoirs
- Bordeaux : Tinbox
- Bordeaux : Galerie des Etables
- Châtellerault : EMAP Châtellerault, galerie "La vitrine"
- Dignac : Le Pac'Bô
- La Rochelle : Espace d'art contemporain
- La Rochelle : le Carré Amelot
- Limoges : Artothèque du Limousin
- Limoges : Galerie du CAUE de la Haute-Vienne
- Limoges : Lavitrine
- Monflanquin : Pollen
- Moustier-Ventadour : Chamalot
- Niort : Pour l'Instant
- Oiron : Le château d'Oiron
- Pessac : Artothèque
- Périgueux : Espace culturel François Mitterrand
- Poitiers : galerie Louise Michel
- Poitiers : En attendant les cerises productions
- Rouillé : Centre d'art contemporain Rurart
- Royan : Centre d'arts plastiques
- Samadet : Espace céramique contemporaine, Centre culturel du Tursan
- Saint-Yrieix-la-Perche : Centre culturel Jean-Pierre-Fabrègue
- Sers : Ciel ouvert
- Thouars : Centre d'art la Chapelle Jeanne d'Arc

Art Flox - Portail de l'art contemporain en Aquitaine
5.25 - Réseau art contemporain en Limousin 
PLAST - Réseau art contemporain Grand Ouest

## Occitanie
- Albi : .L.A.I.T.
- Bourréac : La Bergerie
- Cajarc : Maison des arts Georges Pompidou
- Colomiers : Pavillon blanc Henri-Molina
- Cugnaux : Espace Paul-Éluard
- Grisolles : Musée Calbet
- Labège : Maison Salvan
- Lectoure : la Passerelle des Arts
- Marciac : Espace Eqart
- Mazamet : Espace Apollo
- Montpellier : MO.CO. École Supérieure des Beaux-Arts
- Montpellier : Carré Sainte-Anne
- Montpellier : MO.CO. La Panacée
- Montpellier : Pavillon populaire
- Muret : Plateforme d'art de Muret
- Nègrepelisse : La cuisine, centre d'art et de design
- Nîmes : École supérieure des beaux-arts
- Perpignan : Centre d'art contemporain À cent mètres du centre du monde
- Perpignan : Centre d’Art Contemporain Walter Benjamin
- Rignac : Espace culturel
- Rodez : La Menuiserie
- Saint-Cyprien : Collections de Saint-Cyprien
- Saint-Gaudens : La chapelle Saint-Jacques
- Sète : École municipale des beaux-arts
- Sète : Centre régional d'art contemporain
- Sigean : Lieu d'art contemporain
- Tarbes : Le parvis
- Toulouse : Les Abattoirs
- Toulouse : BBB centre d'art
- Toulouse : Centre d'initiatives artistiques de l'Université de Toulouse II-Le Mirail
- Toulouse : Espace Croix-Baragnon
- Toulouse : Lieu commun
- Vergoignan : Le Bois des Fées
- Villefranche-de-Rouergue : L'atelier blanc

## Pays de la Loire
- Angers : Le Quai
- Gétigné : Domaine de la Garenne Lemot
- Mayenne : La Chapelle des Calvairiennes
- Mayenne : L'école d'arts plastiques
- Montsoreau : Château de Montsoreau-Musée d'art contemporain
- Nantes : L'Atelier
- Nantes : Le Lieu unique
- Nantes : La Base d'appui Entre Deux
- Rezé : Tripode - Galerie de l’Espace Diderot
- Sablé-sur-Sarthe : Centre culturel Joël le Theule
- Saint-Nazaire : Le Life

PLAST - Réseau art contemporain Grand Ouest

## Provence-Alpes-Côte d'Azur
- Aix-en-Provence : Fondation Vasarely
- Biot : Centre du Verre Contemporain
- Marseille : Château de Servières
- Marseille : OÙ lieu d'exposition pour l'art actuel
- Marseille : Galerie Territoires partagés
- Marseille : Artothèque Antonin Artaud
- Nice : La Station
- Nice : Espace A Vendre

Marseille expos - Réseau des galeries et lieux d'art contemporain 
BOTOX[S] - Art contemporain Nice